# Athoracophoridae
Athoracophoridae is een familie van weekdieren uit de klasse van de Gastropoda (slakken).

## Geslachten
- Amphikonophora Suter, 1897
- Aneitea Gray, 1860
- Athoracophorus Gould, 1852
- Palliopodex Burton, 1963
- Pseudaneitea Cockerell, 1891
- Triboniophorus Humbert, 1863